# Fehrbelliner Platz (stacja metra)
Fehrbelliner Platz - stacja metra w Berlinie, w dzielnicy w dzielnicy Wilmersdorf, w okręgu administracyjnym Charlottenburg-Wilmersdorf na linii U3 i U7. Stacja została otwarta w 1913.